# Marktkirche Vorau

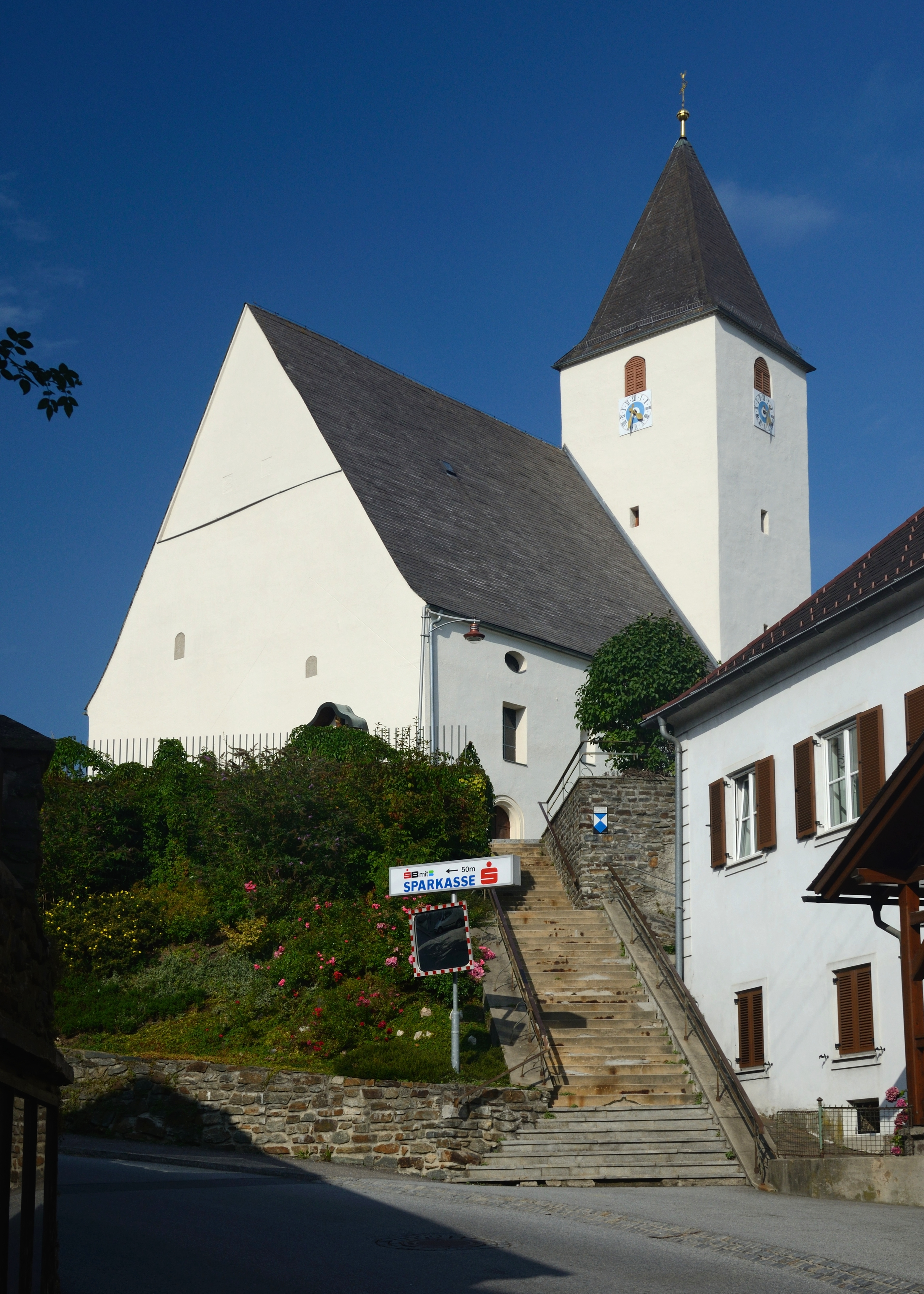
Katholische Marktkirche hl. Ägydius in Vorau

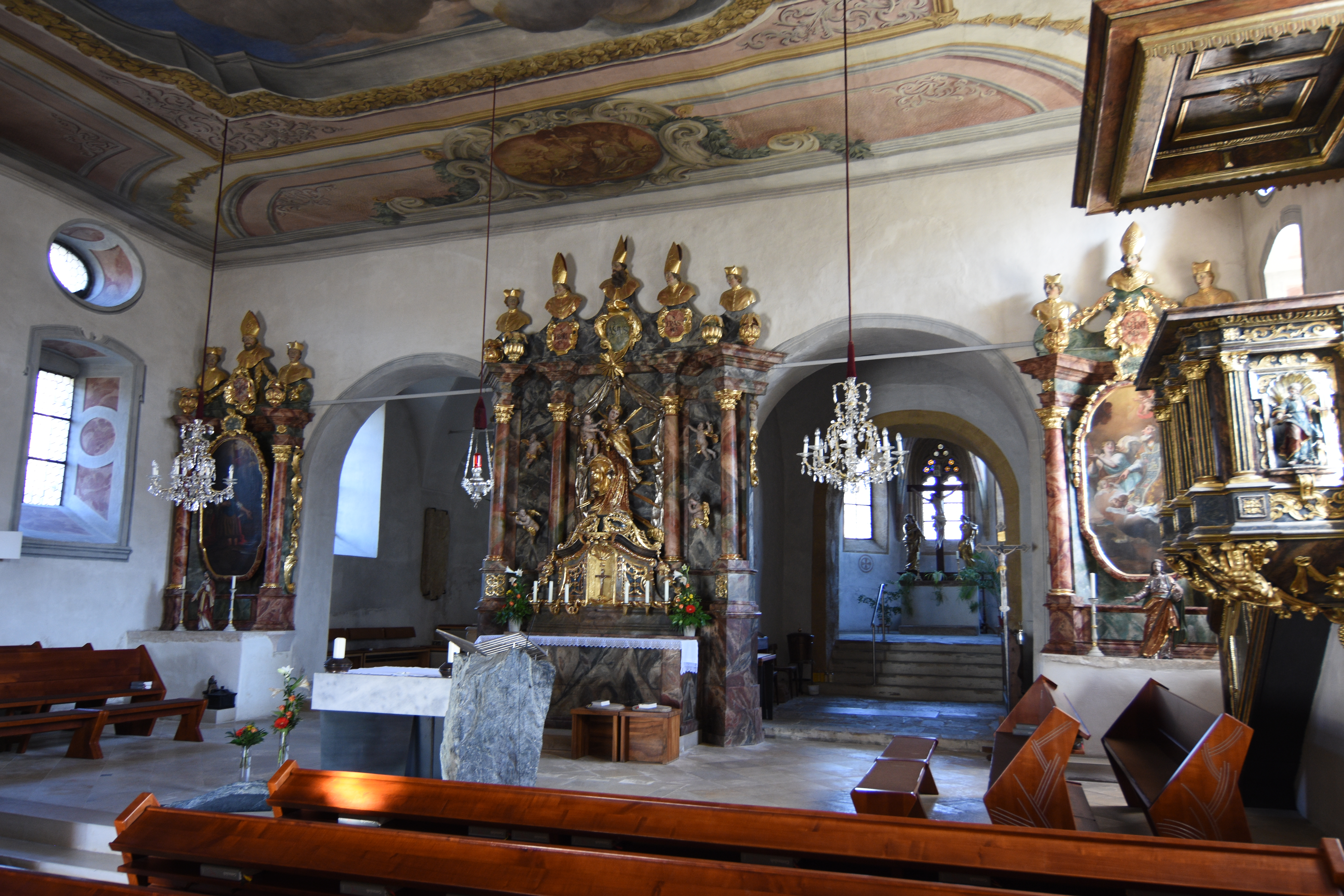
Der Innenraum der Kirche

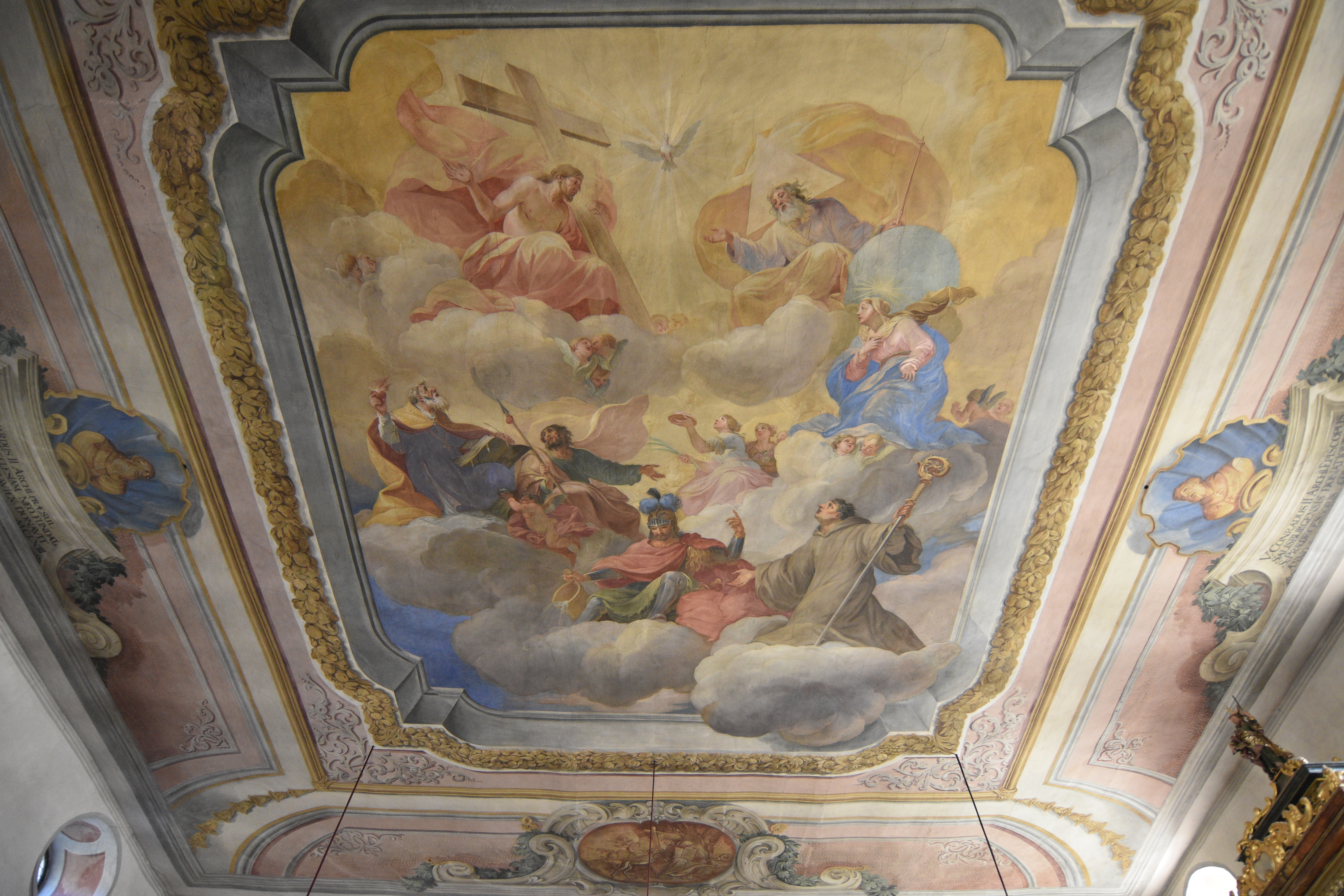
Gemälde Heilige Dreifaltigkeit

Die Marktkirche Vorau steht mitten in der Marktgemeinde Vorau im Bezirk Hartberg-Fürstenfeld in der Steiermark. Die dem heiligen Ägidius geweihte römisch-katholische Filialkirche gehört zum Dekanat Vorau in der Diözese Graz-Seckau. Die Kirche steht unter Denkmalschutz (Listeneintrag).

## Geschichte
Die Marktkirche des hl. Ägydius in Vorau wurde 1202 geweiht. Von 1237 bis 1783 ist sie als Pfarre ausgewiesen. Von dem romanischen Bau ist das Chorquadrat, über dem sich der mächtige quadratische Turm erhebt, erhalten. In der Mitte des 14. Jahrhunderts wurde die Kirche um die gotische Choranlage erweitert. Um 1700 erfolgte eine Erweiterung des Kirchenschiffes nach Norden und wurde mit einem barocken Deckengemälde „Heilige Dreifaltigkeit“ von Johann Cyriak Hackhofer (1708) ausgestattet.
Die im Jahr 1998 erfolgten Restaurierungsarbeiten betrafen das Deckenfresko, das romanische Chorquadrat (Urbestand) sowie den hochgotischen Chorraum.

## Ausstattung
Johann Cyriak Hackhofer, das barocke Deckengemälde („Heilige Dreifaltigkeit“)

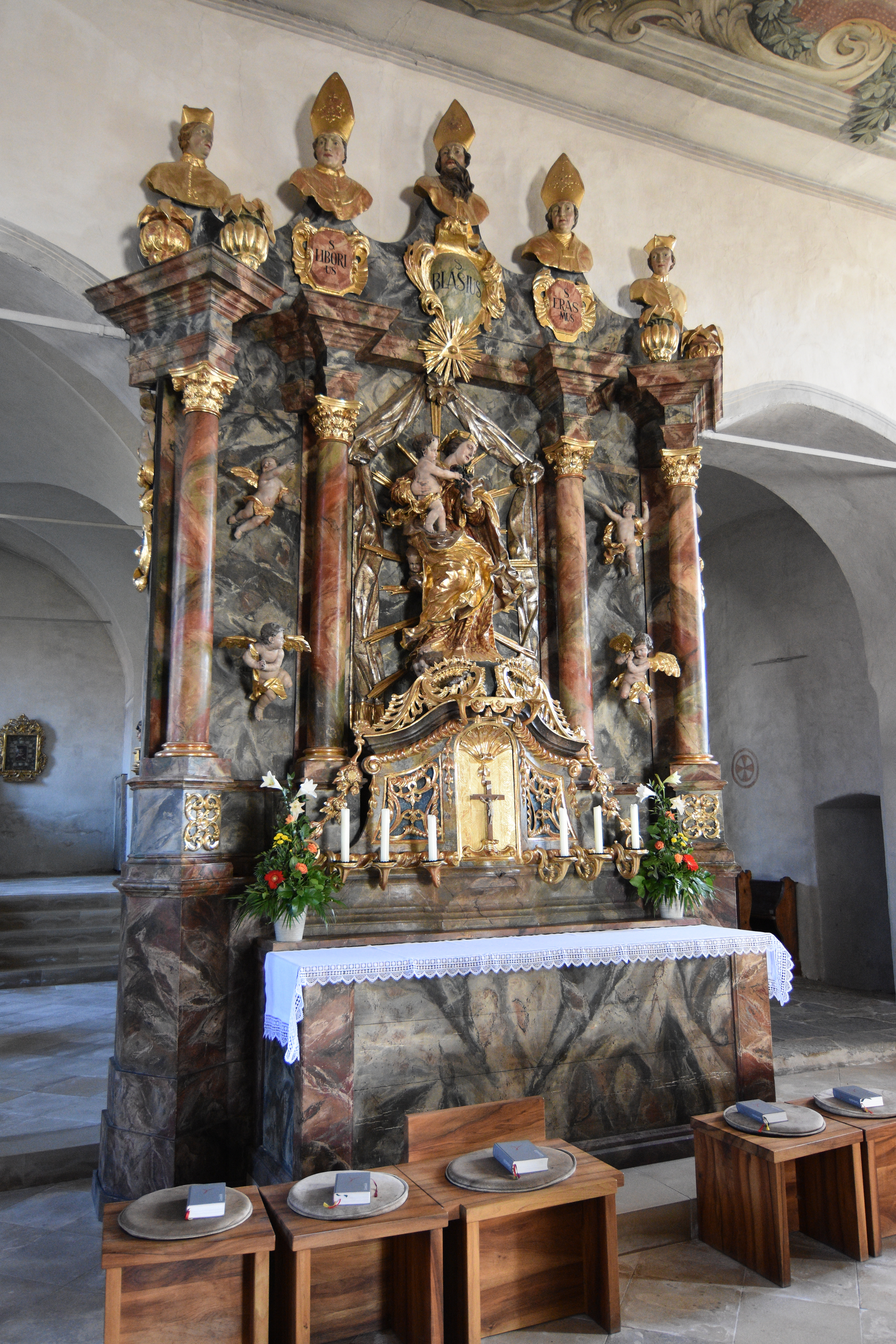
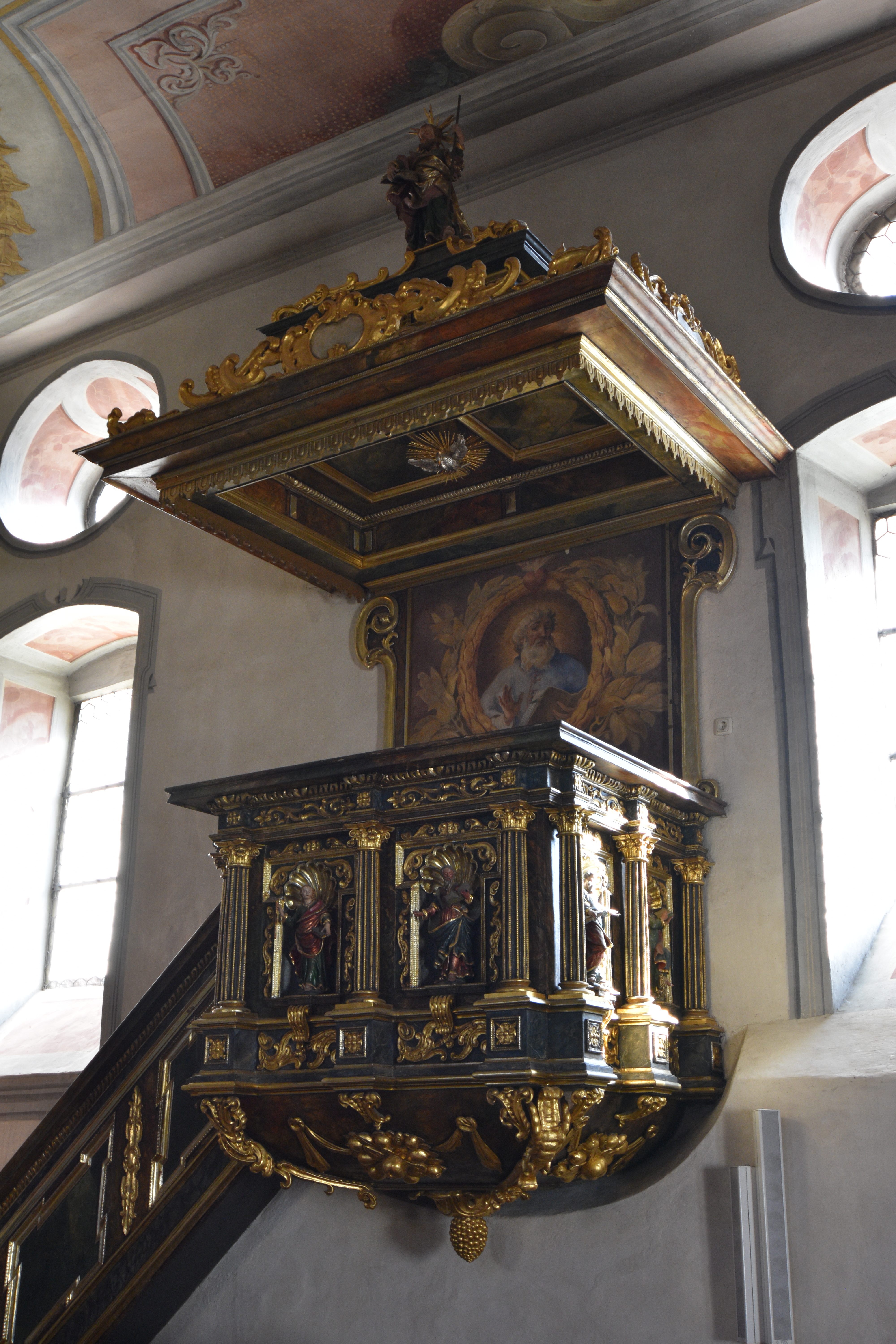
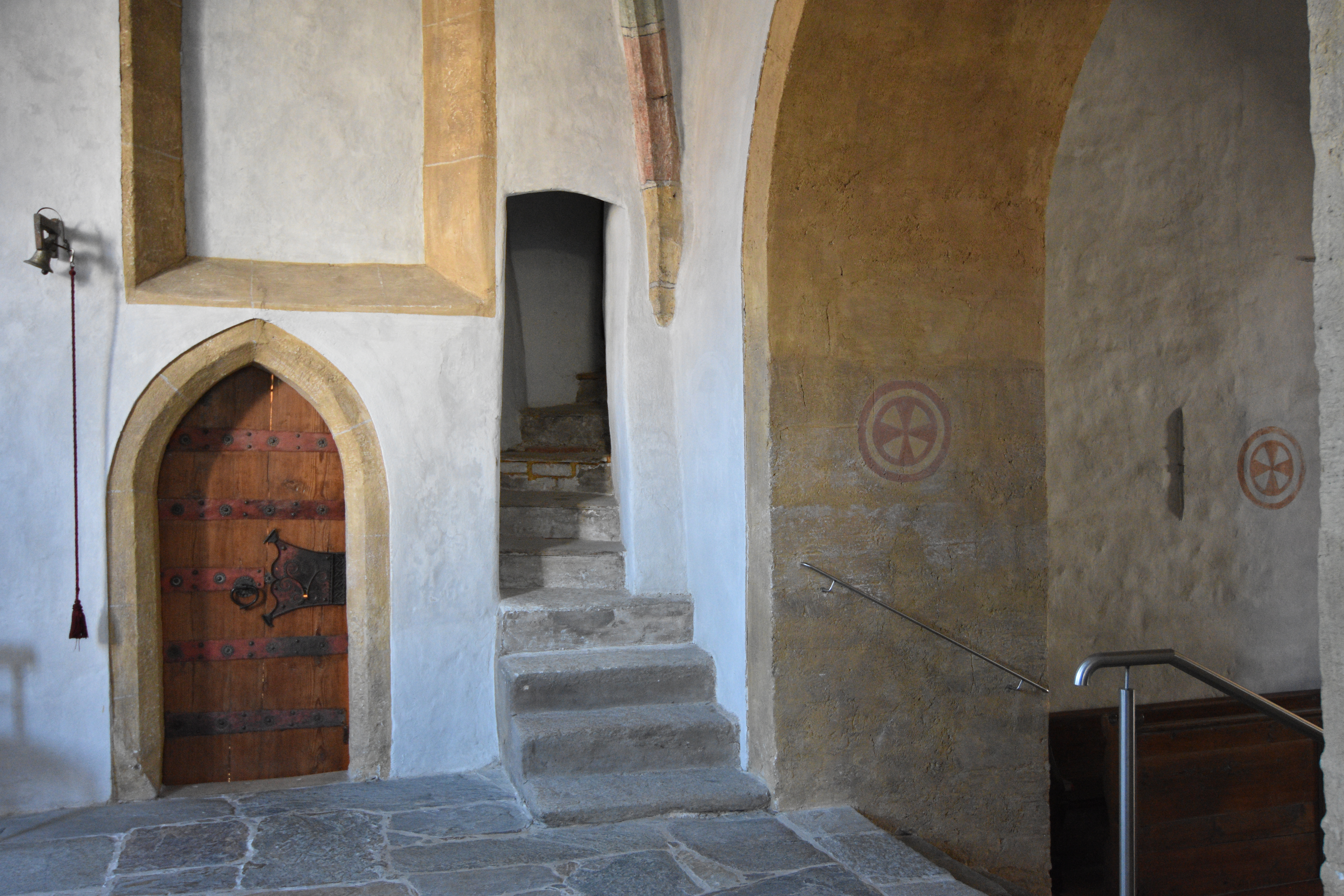
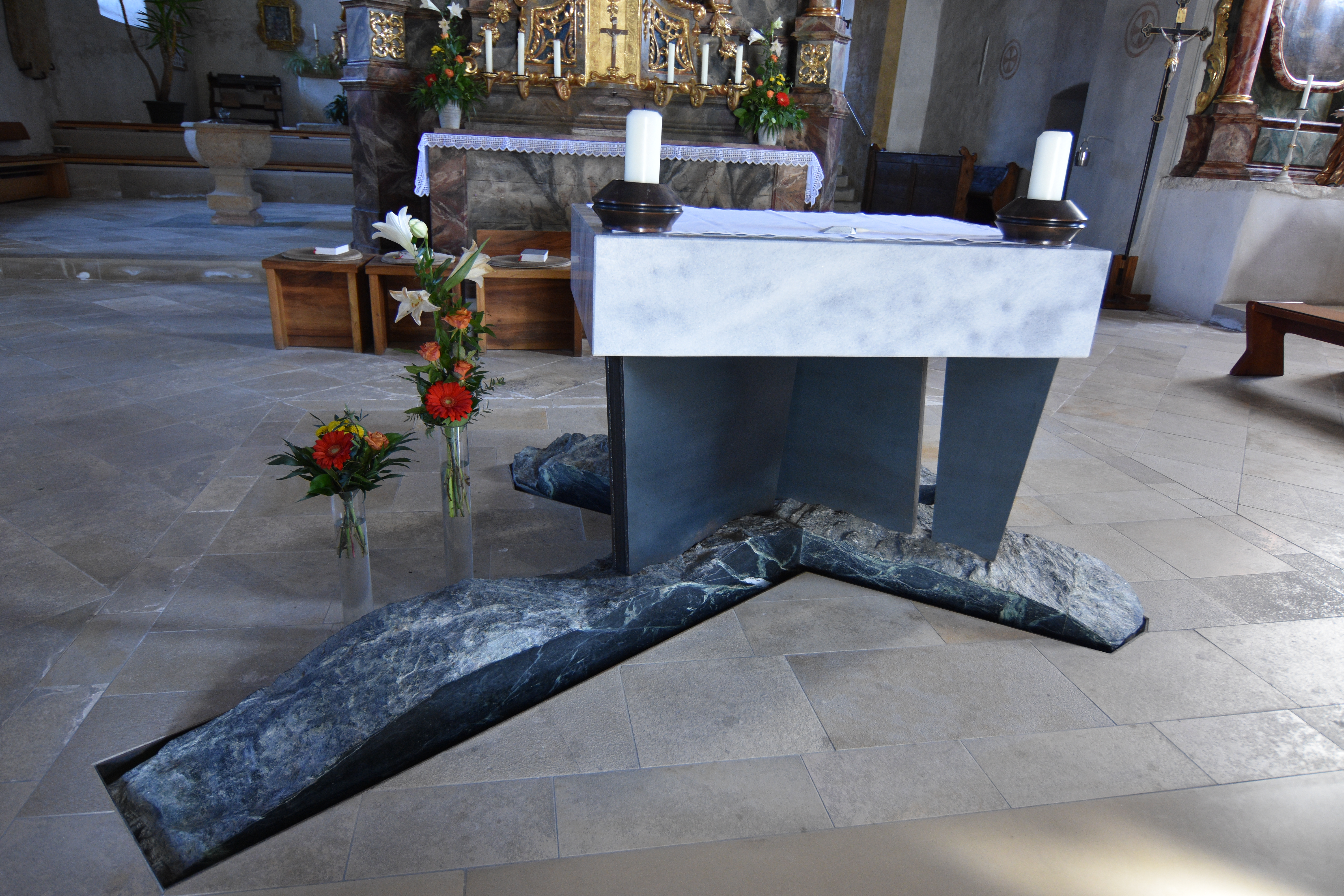